# شکوره (شهرستان سوکوووف)
شکوره (به لهستانی:  Sikory) یک روستا در لهستان است که در گمینا بیلانه واقع شده‌است.